# Tarmo Uusivirta
Tarmo Tapani Uusivirta, (5. februar 1957 – 13. december 1999), var en professionel bokser, der i boksede enkelte af sine kampe i Danmark. 

## Amatørkarriere
Tarmo Uusivirta var en særdeles talentfuld amatørbokser. Han deltog som 20-årig  i Europamesterskaberne i Halle i 1977 i letmellemvægt, men opnåede dog ikke medalje. Året efter deltog han i VM i Beograd, hvor han i letmellemvægt opnåede sølvmedalje efter at have tabt til cubaneren Jose Gomez i finalen. 
Ved EM i 1979 i Köln stilllede Uusivirta atter op i letmellemvægt, og denne gang vandt han EM-titlen, da han besejrede rumæneren Silaghi i finalen. Ved Sommer-OL 1980 tabte Uusivirta imidlertid på en øjenskade allerede i turneringens 2. runde. Ved EM i 1981 tabte han atter i en indledende på runde på en øjenskade, men ved VM i München i 1982 nåede Uusivirta atter finalen, men måtte nøjes med sølv, da han tabte til cubaneren Comas. Efter sit andet VM-sølv blev Uusivirta professionel.

## Professionel karriere
Tarmo Uusivirta skrev professionel kontrakt med den svenske promotor og manager Edwin Ahlqvist, og debuterede som professionel den 25. juni 1982 i Finland med en sejr. Det blev til yderligere en sejr et par måneder efter i Helsingfors, men Uusivarta brød herefter med sin manager Ahlqvist, da denne havde vanskeligt ved at arrangere stævner for Uusivirta. Han påbegyndte herefter et samarbejde med svenskeren Olof Johansson. Johansson fik skaffet Uusivirta en kamp i Frankrig mod den rutinerede Mongelema, som Uusivirta stoppede. Sejrstimen stoppede dog, da han i Tyskland i sin 5. kamp tabte til den forholdsvis ukendte Dick Katende. Næste kamp i Finland blev dog vundet, og Uusivirta og hans manager Johansson opnåede herefter kontakt til den danske boksepromotor Mogens Palle, der på daværende tidspunkt i høj grad manglede kvalificerede boksere til sine stævner. Uusivirta blev af Mogens Palle matchet mod den spanske mellemvægter Juan Muñoz Holgado, der forinden alene havde opnåede 1 sejr i sine foregående 9 kampe. Kampen fandt sted i Idrætshuset i København den 18. februar 1984 og Uusivirta skuffede ikke, da han uden problemer slog spanieren ud i 3. omgang. 
Efter kampen i København forsøgte Uusivirta et par måneder senere at slå igennem i USA, men tabte sin kamp i New York mod den ubesejrede amerikaner Anthony Holdt. Uusivirta var dog tilbage i København den 9. marts 1985, da han i en forkamp til EM-matchen i sværvægt mellem Tangstad og Anders Eklund besejrede den hårdføre englænder Willie Wright. 
Uusivirta boksede yderligere en række kampe i Finland, Holland og Danmark med succes, og opnåede den 12. december 1988 en kamp mod hollænderen Alex Blanchard i det der var annonceret om det europæiske mesterskab i super-mellemvægt som anerkendt af det amerikanske bokseforbund IBF. Blanchard var EBU mester i letsværvægt, men EBU-titlen i letsværvægt var ikke på spil i matchen. Kampen endte uafgjort efter, at Uusivirta havde været nede i 11. omgang af kampen. Uusivirta boksede herefter en række kampe i Finland, der alle blev vundet. I 1991 fik han chancen for at vinde EBU-titlen i supermellemvægt, da han i London mødte europamesteren James Cook, som Uusivirta havde besejret et par år forinden. Uusivirta blev imidlertid stoppet i 7. omgang af EM-matchen, da han opgav at bokse videre. Han boksede yderligere en kamp i 1992, men opgav herefter karrieren. 
Tarmo Uusivirta opnåede i sin professionelle karriere 31 kampe, hvoraf de 24 blev vundet, 4 tabt og 3 endte uafgjort.

## Efter boksekarrieren
Efter afslutningen af boksekarrieren blev Tarmo Uusivirta brandmand, men et kraftigt alkoholforbrug blandet med depressive tendenser betød, at han mistede kørekort og job. Efter en skilsmisse skød han sig selv i 1999 i en alder af 42 år. 